# Neerpelt
Neerpelt (en limburguès Neerpelt) és un antic municipi belga de la província de Limburg a la regió de Flandes. Era el resultat de la fusió el 1977 dels municipis de Neerpelt i Sint-Huibrechts-Lille. L'1 de gener de 2019 va fusionar amb Overpelt per formar un municipi nou anomenat Pelt.
És el lloc de naixement de diversos artistes flamencs com el realitzador Stijn Coninx, el compositor Wim Mertens, la cantant Belle Perez, el compositor Joost Zweegers de Novastar i el cantant Stijn Meuris dels grups Noordkaap i Monza.

## Evolució demogràfica des de 1806
- Fonts:INS, www.limburg.be i municipi de Neerpelt
- 1977: Annexió de Sint-Huibrechts-Lille